# جیسون پانچین
جیسون دیوید یان پانچین (انگلیسی: Jason David Ian Puncheon؛ زادهٔ ۲۶ ژوئن ۱۹۸۶) بازیکن فوتبال اهل انگلستان است.

## باشگاهی
از باشگاه‌هایی که در آن بازی کرده‌است می‌توان به باشگاه فوتبال ویمبلدون، باشگاه فوتبال میلتون کینز دونز، باشگاه فوتبال لوس، باشگاه فوتبال بارنت، باشگاه فوتبال پلیموث آرگیل، باشگاه فوتبال ساوت‌همپتون، باشگاه فوتبال میلوال، باشگاه فوتبال بلکپول، باشگاه فوتبال کویینز پارک رنجرز، باشگاه فوتبال کریستال پالاس و باشگاه فوتبال هادرزفیلد تاون اشاره کرد.